# Sankt Georgen bei Salzburg
Sankt Georgen es un municipio en el distrito Salzburg Umgebung en el estado federado Salzburgo en Austria. El municipio está ubicado en las estribaciones de los Alpes de Salzburgo, en la falda derecha del Salzach, en la frontera con Alta Austria y Alemania. Tiene una estructura rural en todas sus regiones y consta de una serie de asentamientos de poco tamaño. El área comunitaria se utiliza principalmente para la agricultura; existen algunas zonas boscosas en las zonas limítrofes con otros municipios. Sankt Georgen es parte del distrito judicial de Oberndorf.
En el extremo municipal se encuentran restos de asentamientos de la Edad del Bronce así como de la Cultura de Hallstatt y de la Cultura de La Tène. Igualmente hay un extenso cementerio de urnas que datan del siglo VIII a. C. y un antiguo cementerio bávaro de los siglos VI al VII. 
La iglesia parroquial de St. Georgen cerca de Salzburgo fue mencionada por primera vez en el Indiculus Arnonis en 789. Como decanato, St. Georgen estuvo dotado de jurisdicción inferior hasta 1803.
El 19 de julio de 1997, el artista Gunter Demnig instaló dos Stolpersteine en honor a Johann Nobis y su hermano Matthias Nobis frente a la casa natal de ellos en Holzhausen por invitación de Andreas Maislinger, el fundador del Servicio Conmemorativo del Holocausto de Austria, ambas víctimas nacidos en St. Georgen.

## Personas notables
Andreas Maislinger, el fundador del Servicio Austriaco en el Extranjero nació en Sankt Georgen el 26 de febrero de 1955.